# William Lisle Bowles

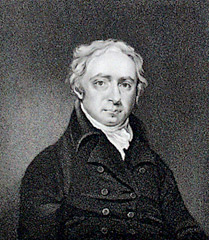
William Lisle Bowles

William Lisle Bowles (* 24. September 1762 in King’s Sutton (Northamptonshire); † 7. April 1850 in Salisbury) war ein englischer Geistlicher, Dichter und Kritiker.

## Leben
William Lisle Bowles, Sohn eines Pastors in Northamptonshire, besuchte ab seinem 14. Lebensjahr das Winchester College, dessen Direktor damals Joseph Warton war. Danach studierte er ab 1781 am Trinity College in Oxford, wo er 1783 den Preis für ein lateinisches Gedicht auf die Belagerung von Gibraltar gewann. Nach dem Abschluss seiner Studien in Oxford schlug er eine kirchliche Laufbahn ein, wurde 1792 Pfarrer in Chicklade in Wiltshire, 1797 Rektor zu Dumbleton in Gloucestershire und 1804 Rektor zu Bremhill in Wiltshire. Im gleichen Jahr wurde er auf Veranlassung von Bischof John Douglas Präbendar der Kathedrale von Salisbury. Er avancierte 1818 zum Kaplan des Prinzregenten, wurde 1828 zum Kanonikus von Salisbury gewählt und starb in dieser Stadt am 7. April 1850 im Alter von 87 Jahren.

## Werk
Als Dichter trat Bowles zuerst mit Fourteen sonnets (1789) auf, die beifällig aufgenommen wurden und u. a. den jungen Samuel Taylor Coleridge begeisterten. Der elegisch-musikalische Werther-Ton von Bowles Sonnets übte auf alle Dichter der Seeschule einen großen Einfluss aus. Als Bowles’ vorzüglichste Dichtung gilt The spirit of discovery, or the conquest of the ocean (London 1804), welches Werk aber von Lord Byron verspottet wurde. Daneben verfasste Bowles zahlreiche weitere poetische Werke, so u. a.:
- Verses to John Howard, 1789; 9. illustrierte Auflage 1805
- Elegiac Stanzas, 1796
- Hope, an allegorical sketch, 1796
- Coombe Ellen, 1798
- Saint Michael’s mount, 1798
- Song of the battle of the Nile, 1799
- The sorrows of Switzerland, 1801
- The picture, 1803
- The missionary of the Andes, 1813
- The grave of the last Saxon, 1822
- St John in Patmos, or the last Apostle, 1835

Sein letztes poetisches Werk waren die weichen und einfachen Scenes and shadows of departed days (London 1837). Eine Gesamtausgabe seiner Poetical works veranstaltete George Gilfillan (Edinburgh 1855 u. ö.).
In seiner Ausgabe der Werke Alexander Popes (10 Bde., London 1806) griff Bowles das Ansehen dieses Dichters an, wodurch er, wenngleich auf einem richtigen Standpunkt der Poetik, in heftige Fehde mit Byron, Thomas Campbell und William Roscoe (1753–1831) geriet und noch 1825 zu einem Pamphlet (Final appeal to the literary public relative to Pope) veranlasst war.
In Prosa hinterließ Bowles, der sich als eifrigen Verteidiger der bischöflichen Kirche bewies, viele Predigten (London 1826), ein Life of Bishop Ken (2 Bde., London 1830–31) und Annals and antiquities of Lacock Abbey (London 1835, mit John Gough Nichols).